# Erasmus Darwin Keyes

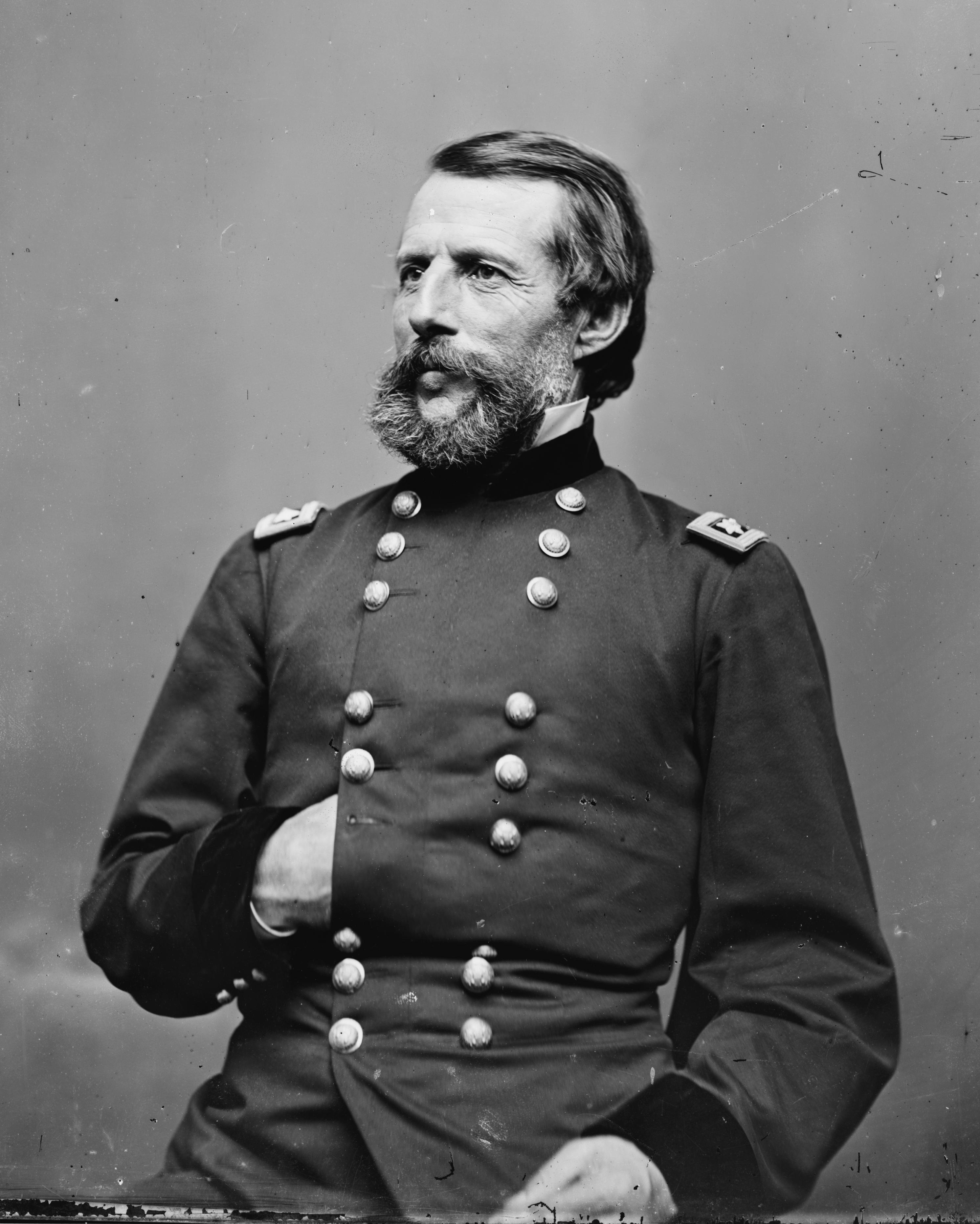
Erasmus D. Keyes

Erasmus Darwin Keyes (* 29. Mai 1810 in Brimfield, Hampden County, Massachusetts; † 14. Oktober 1895 in Nizza, Département Alpes-Maritimes) war ein Generalmajor des Unionsheeres im Sezessionskrieg.

## Leben
Als Sohn eines renommierten Arztes und Chirurgen übersiedelte er als Jugendlicher mit seiner Familie nach Kennebec County, Maine. Er entschied sich für eine militärische Karriere und schrieb sich an der US-Militärakademie in Westpoint ein, wo er 1832 als 10. von 45 Kadetten abschloss und zum Second Lieutenant des 3. US-Artillerie-Regiments ernannt wurde.
Keyes diente während der Annullierungskrise von 1832 bis 1833 im Hafen von Charleston und war ab 1837 Adjutant von General Winfield Scott. Er beteiligte sich im Winter 1838/39 an der Zwangsumsiedlung der Cherokee-Indianer nach Oklahoma. Keyes erster Dienst bei General Scott endete am 30. November 1841, als er zum Captain befördert und nach Florida geschickt wurde. Keyes war drei Jahre lang auf verschiedenen Posten im Süden stationiert, bis er nach West Point beordert wurde, wo er vom 25. Juli 1844 bis zum 24. Dezember 1848 als Ausbilder für Artillerie und Kavallerie diente. 1849 wurde Keyes an die Westküste geschickt, wo er bis 1854 Grenzdienst in Kalifornien leistete. Die nächsten zehn Jahre verbrachte er an der Grenze, abwechselnd als Garnisonsdienst in San Francisco und ab Winter 1855 im Feldzug gegen die Indianer im pazifischen Nordwesten im Puget-Sound-Krieg.
Im Oktober 1858 in den Rang eines Majors befördert war er dann von Januar bis April 1861 in Washington Militärsekretär von General Winfield Scott. Im Mai 1861, nach Ausbruch des Bürgerkriegs diente er beim 11. US-Infanterie-Regiments im Rang eines Colonel, kurzzeitig war er bis zum 25. Juni 1861 im Stab des Gouverneurs von New York tätig, wo er unter Edwin D. Morgan die Aufstellung der Miliz dieses Staates beaufsichtigte. Am 21. Juli 1861, in der ersten Schlacht von Bull Run, befehligte er die 1. Brigade der 1. Division (General Tyler) und führte dann die nach ihm benannte Brigade Keyes, bevor er von November 1861 bis zum 13. März 1862 das Kommando über eine Division übernahm. Im August 1861 wurde er mit Rangdatum vom 17. Mai 1861 in den Rang eines Brigadegenerals der Freiwilligen befördert. Anschließend hatte er vom 3. März 1862 bis zum  1. August 1863er das Kommando über das IV. Corps der Army of the Potomac (Union). Seine Truppen waren an den Schlachten von Lee's Mill, Yorktown, Bottom's Bridge, während der Sieben-Tage-Schlacht (25. Juni bis 1. Juli 1862) an den Gefechten von Savage's Station, Seven Pines (Fair Oaks), Charles City Cross Roads und Malvern Hill beteiligt. Für Tapferkeit im Gefecht bei Fair Oaks erhielt Keyes das Rang eines Brigadegenerals der regulären Armee. Am 12. März 1863 nominierte ihn Präsident Abraham Lincoln Keyes ab dem 5. Mai 1862 für die Beförderung zum Generalmajor der Freiwilligen, ein Rang der vom US-Senat am 13. März 1862 bestätigt wurde. Zusätzlich zum IV Corps befehligte er den Militärdestrikt von Yorktown und die Division in Suffolk. Zu weiteren Teilnahmen Keyes an militärischen Aktionen gehören die Abwehr eines konföderierten Überfalls auf das Weiße Haus und die Expedition nach West Point, Virginia, am 7. Mai 1863. Während des Gettysburg-Feldzuges (Juli 1863) geriet er in Konflikt mit General John Adams Dix, dessen strategischer Plan, stark gegen Richmond zu demonstrieren, um konföderierte Verstärkungen zur Armee von General Robert E. Lee in Pennsylvania abzulenken, er nicht nachkommen wollte. Er zog seine Truppen stattdessen von seiner Position in der Nähe des heutigen Tallysville, Virginia, zurück und wurde darauf auf Anordnung von Dix aus dem Kommando entfernt. Er beantragte eine Untersuchung der Anklagepunkte, die zu seiner Entfernung geführt hatten, doch wurde diesem Ansuchen nie stattgegeben.
Anschließend war er in verschiedenen Gremien und Kommissionen tätig, darunter ab Juli 1863 im Gremium für pensionierte behinderte Offiziere, bis zu seinem Rücktritt und Ausscheiden aus der US-Armee im Mai 1864 – nach 32 Jahren fortgesetztem Militärdienst. Nach seiner Pensionierung zog er nach San Francisco, wo er finanziell erfolgreich und prominent wurde. Er war von 1867 bis 1869 Präsident einer mexikanischen Goldminengesellschaft, von 1868 bis 1872 Vizepräsident der California Vine-Culture Society, sowie im Spar- und Darlehensgeschäft tätig. Er war daneben auch als Militärhistoriker tätig und gab noch zu Lebzeiten die Schrift „The Rear Guard at Malvern Hill“ als Teil der Reihe „Battles and Leaders of the Civil War“ von The Century Company sowie von „Fifty Years‘ Observation of Men and Events“ (1884) heraus. Sein letztes Werk „From West Point to California“ wurde 1950 posthum veröffentlicht.